# Магнус Габріель Делагарді
Магнус Габрієль Делагарді (швед. Magnus Gabriel De la Gardie, 15 жовтня 1622, Таллінн — 26 квітня 1686, Сигтуна) — шведський державний діяч, граф, рейхсмаршал, з 1647 член Державної ради, генерал-губернатор Ліфляндії, у 1660–1680 рейхсканцлер. Старший син фельдмаршала Якоба Делагарді, шведського роду французького походження — Де ла Ґарді.

## Біографія

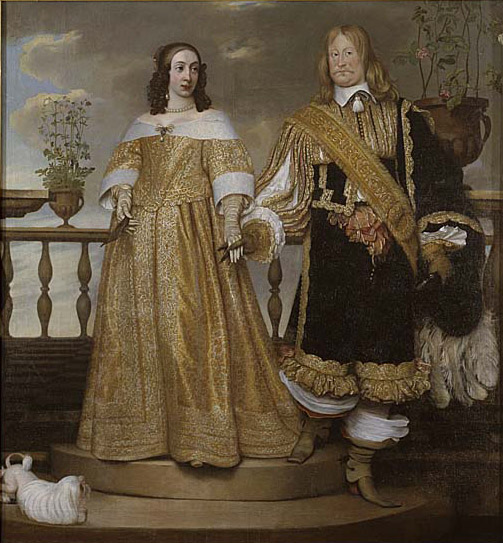
Магнус зі своєю дружиною Марією. 1653

Магнус здобув гарну освіту (у тому числі і в Уппсальскому університеті) подорожуючи Європою. У 1669 Делагарді передав у дар Уппсальскому університету свою колекцію рукописів, що включає Молодшу Едду і Срібний кодекс — переклад з Євангелія на готську мову єпископа Ульфіли.
Він був одним із фаворитів людини, що правила в ті роки (1644–1654) — королеви Христини, але одружився зі своєю кузиною — принцесою Марією Євфросинією з Цвайбрюкена.
Був губернатором Саксонії, брав участь в облозі Праги, в 1652 році став канцлером казначейства. Під час правління Карла X Густава (брат Марії Євфросинії), Магнус служив у Ліфляндії і взяв участь у війні, що отримала назву «Шведський потоп» (командував шведською армією, яка вторглася у Литву). Коли Карл Густав помер у 1660 році, Магнус відповідно до його заповіту, був призначений канцлером.